# Хаябуса-2
«Хаябуса-2» — японська міжпланетна станція, призначена для доставки на Землю зразків ґрунту з астероїда Рюгу. У ній враховано недоліки попередньої місії — Хаябуса. Запуск здійснено 3 грудня 2014 року, 27 червня 2018 року зонд досяг астероїда Рюгу. Зонд досліджував астероїд близько півтора року і зібрав зразки ґрунту астероїда. Апарат залишив астероїд у листопаді 2019 року та успішно повернувся до Землі 5 грудня 2020 року.
«Хаябуса-2» має кілька наукових інструментів для дистанційного зондування, відбору зразків, чотири маленькі ровери, які дослідили поверхню для отримання інформації щодо геології та місцевості, з якої були отримані зразки.

## Огляд місії

Анімація орбіти місії «Хаябуса-2» з 3 грудня 2014
Хаябуса-2
162173 Рюгу
Земля
Сонце

Первісно апарат планувалось запустити 30 листопада 2014 року, проте запуск було відкладено на 3 грудня 2014 року о 04:22 UTC (4 грудня 2014 року о 13:22:04 за місцевим часом) за допомогою ракети-носія Н-2А з космодрому Танеґасіма на півдні країни.
Як мету вибрано астероїд з номером 162173, раніше мав позначення 1999 JU3. У перигелії його орбіта заходить всередину орбіти Землі, а в афелії торкається орбіти Марса. Діаметр 1999 JU3 оцінюється приблизно 0,92 км — це майже вдвічі більше, ніж в Ітокави. Спостереження здійснювалися впродовж півтора року, зворотний шлях має розпочався у грудні 2019 року, повернення капсули з матеріалом астероїда на Землю здійснено у грудні 2020 року.
Після закінчення основної програми місії та повернення зразків на Землю у 2020 році, космічний апарат «Хаябуса-2» заплановано використати для дослідження іншого малого тіла Сонячної системи.
Космічний апарат обладнаний іонними двигунами, поліпшеною навігаційною системою, антеною і системою управління орієнтацією. Операції під час роботи будуть схожі на ті, які здійснювалися першим апаратом, проте цей апарат матиме ударний суцільнометалевий заряд для отримання зразків.

## Фінансування та історія
Місія «Хаябуса-2» була підтверджена Комісією з космічної діяльності і додана на фінансування до японської космічної програми у 2006 році. У липні 2009 року на 27-му Міжнародному симпозіумі космічних технологій і науки у Японії доктор Макото Йосікава з Японського агентства аерокосмічних досліджень анонсував наступну місію «Хаябуса» з повернення зразків з астероїда. У серпні 2010 року агентство отримало підтвердження на початок будівництва «Хаябуса-2» від уряду країни. Кошторис склав 16,4 млрд йєн.
«Хаябуса-2» була запущена 3 грудня 2014 року та прибула до астероїда Рюгу 27 червня 2018 року. Станція залишалась за 20 км від поверхні астероїда і здійснювала його фотографування. 16 липня 2018 року орбіту апарата почали знижувати.
21 вересня 2018 року від «Хаябуси-2» з висоти 55 м відділились перші два ровери — Rover-1A (HIBOU) та Rover-1B (OWL), вони спустились на поверхню астероїда незалежно один від одного. Вони успішно функціонували та передавали дані. Ровер MASCOT успішно відділився 3 грудня 2018 року і працював близько 16 годин, як і планувалось.
Перший відбір зразків було заплановано на кінець жовтня 2018 року, проте ровери не змогли взяти зразки через відсутність реголіту — ландшафт місця висадки складався з невеликого каміння. Було вирішено відкласти відбір зразків до 2019 року і проаналізувати доступні варіанти. Перша спроба взяти зразки з поверхні астероїда відбулась 21 лютого 2019 року. 5 квітня 2019 року станція «Хаябуса-2» вивільнила заряд, який створив штучний кратер на поверхні астероїда. 14 травня 2019 року станція не змогла вивільнити рефлекторні маркери, які необхідні для спуску і забору зразків, проте це успішно вдалось зробити 4 червня 2019 року. Підповерхневий відбір зразків було здійснено 11 липня 2019 року. Станція розпочала зворотну подорож до Землі 13 листопада 2019 року, прибуття зразків очікувалося наприкінці 2020 року.
Зразки з астероїда були доставлені на Землю 5 грудня 2020 року.
На зворотному шляху місія літального апарата була розширена: він має пролетіти повз невеличкий астероїд (98943) 2001 CC21 в 2026 році та невеличкий уламок 1998 KY26 в 2031 році. Тому 4 грудня на відстані близько 220 тисяч кілометрів від Землі літальний апарат випустив невеликий спускний капсуль (40 см завширшки) зі зразками, а сам запустив двигуни для зміни траєкторії.
Спускний капсуль, який не має рушіїв, увійшов в атмосферу Землі о 17:28 GMT 5 грудня 2020 року на швидкості близько 43 190 км/год. Капсуль успішно приземлився о 17:47 GMT (6 грудня о 4:17 ранку за місцевим часом) в місцевості Вумера.

## Космічний апарат
Конструкція «Хаябуси-2» базується на першій версії апарата «Хаябуса» з деякими поліпшеннями. Маса апарата з пальним — 610 кг, живлення систем забезпечують сонячні панелі потужністю 2,6 кВт на відстані 1 а. о. та 1,4 кВт на відстані 1,4 а. о. Енергія накопичується у вбудованих літій-іонних батареях (13,3 А·год).

### Система руху
Космічний апарат обладнаний чотирма іонними рушіями на сонячній енергії, що мають назву μ10, один із яких — запасний. Іонні двигуни іонізують газ — ксенон і розганяють його електростатичним полем. Три двигуни генерують тягу у 28 мН, це незначна тяга у космічних масштабах, проте двигуни мають високу ефективність, 66 кг ксенону можуть змінити швидкість космічного апарата до 2 км/с.
Апарат має чотири запасні реактивні механізми і систему з 12 маневрових хімічних рушіїв для контролю орієнтації та орбітального коригування біля астероїда. Хімічні двигуни використовують пару гідразин/MON-3 загальна маса хімічного палива — 48 кг.
| «Хаябуса-2»                           | Показник.         |
| ------------------------------------- | ----------------- |
| Система руху                          | Іонний двигун μ10 |
| Кількість маневрових двигунів         | 4                 |
| Загальна тяга (іонний двигун)         | 28 мН             |
| Питомий імпульс                       | 3000 с            |
| Прискорення                           | 49 мкм/с2         |
| Потужність джерела живлення           | 1250 Вт           |
| Загальна маса                         | 610 кг            |
| Система іонного двигуна суха маса     | 66 кг             |
| Система іонного двигуна загальна маса | 155 кг            |
| Сонячні панелі                        | 23 кг             |
| Ксенон                                | 66 кг             |
| Гідразин/MON-3 (пальне)               | 48 кг             |
| Тяга (хімічні двигуни)                |                   |

### Зв'язок
Компанія NEC, головний конструктор апарата, розпочала проєктування 590-кг апарата, системи зв'язку К-діапазону і проміжної інфрачервоної камери.

## Інструменти
За ідеологією, конструкцією і принципом забору ґрунту «Хаябуса-2» буде майже точною копією першого апарата («Хаябуса»). У ній усунено виявлені недоліки, як-от низький ресурс маховиків системи орієнтації та дефекти допоміжної рухової установки з РРД. Крім того, вдосконалено систему забору ґрунту (з урахуванням передбачуваних відмінностей у його складі та стані) і змістити робочий діапазон спектрометра. Передбачається встановити «плоску» антену системи зв'язку.
Апарат обладнаний спускним апаратом МІНЕРВА-2, що містить три планетоходи — Rover-1A, Rover-1B і Rover-2.
Апарат також обладнаний невеличким спускним апаратом MASCOT (англ. Mobile Asteroid Surface Scout), який розробили Німецький аерокосмічний центр і Національний центр космічних досліджень Франції. На спускному апараті встановлені спектрометр, магнітометр, радіометр та камера, а також модуль для переміщення, завдяки якому апарат може змінювати своє положення для подальших досліджень. До розробки системи терморегуляції для MASCOT долучились українські вчені з теплоенергетичного факультету НТУУ «КПІ» ім. Ігоря Сікорського.
На апараті також встановлено ударний суцільнометалевий заряд Small Carry-on Impactor (SCI), який складається з мідного ядра й заряду вибухівки. Під час наближення до астероїда апарат вистрілить цим зарядом у поверхню. На дні кратера, який утворився, вчені сподіваються знайти інші зразки порід. Інший інструмент, який буде розгорнутий, — камера. Ця камера спостерігатиме за підривом Small Carry-on Impactor. Мідний заряд зіткнеться з астероїдом на швидкості 2 км/с.

## Етапи місії
- 3 грудня 2014 року — запуск космічного апарата.
- 3 грудня 2015 року — зонд здійснив гравітаційний маневр навколо Землі та, отримавши додаткове прискорення, вирушив до астероїда.
- 27 червня 2018 року — зонд вийшов на орбіту астероїда.
- 21 вересня 2018 року — здійснено м'яку посадку на поверхню астероїда двох модулів Rover-1A і Rover-1B[36].
- 3 жовтня 2018 року — здійснив посадку модуль MASCOT. MASCOT працював на астероїді понад 17 годин, за цей час модуль тричі змінював своє місце перебування, успішно виконав заплановані дослідження складу ґрунту і властивостей астероїда і передав дані на орбітальний апарат[37].
- 22 лютого 2019 року — зонд «Хаябуса-2» опустився на відносно рівний шестиметровий майданчик 900-метрового астероїда. Після взяття зразків ґрунту «Хаябуса-2» знову повернувся на орбіту небесного тіла[38]. Плануються наступні взяття зразків ґрунту[39].
- 6 квітня 2019 року — із зонда було скинуто снаряд Small Carry-on Impactor (SCI), яка складалася з мідного снаряда масою 2,5 кілограма і 4,5-кілограмового заряду вибухової речовини, щоб пил і частинки ґрунту, що піднялися з астероїда, зміг захопити апарат для доставки на Землю[40].
- 11 липня 2019 року — зонд «Хаябуса-2» вдруге зібрав зразки ґрунту астероїда[4].
- 13 листопада 2019 року — зонд «Хаябуса-2» залишив орбіту астероїда Рюгу та попрямував до Землі разом зі зразками. Вчені JAXA мають намір скинути зразки астероїда в герметичній капсулі з борту «Хаябуси-2» на Землю, після чого зонд зможе продовжити свій шлях і розпочати вивчати нове небесне тіло[41][42].
- 5 грудня 2020 року — повернення капсули зі зразками ґрунту з астероїда Рюгу на випробувальний полігон Вумера в Австралії[8][9].

## Відкриття за підсумками місії
У березні 2023 року в зразках з поверхні навколоземного астероїда Рюгу, які доставив на Землю «Хаябуса-2», дослідники знайшли урацил, який входить до складу рибонуклеїнової кислоти (РНК), і нікотинову кислоту, тобто вітамін В3, що бере участь у метаболізмі. У цих зразках вже знаходили воду та різноманітні органічні речовини, зокрема всі основні амінокислоти. Проте складові РНК там виявили вперше. Раніше їх знаходили в метеоритах, які впали на Землю.
Нуклеотиди та вітаміни й раніше виявляли в деяких метеоритах, але завжди залишалося питання, чи це не пов'язане із забрудненням каменів на Землі. Але оскільки «Хаябуса-2» доставив зразки в герметичних капсулах, цей фактор можна виключити.
— розповіли науковці. Дане відкриття підтверджує гіпотезу, що ключові «елементи життя» потрапили на Землю з космосу — імовірно, їх занесли астероїди та інші небесні об'єкти.